# Erdélyi József (mérnök)
Erdélyi József (Verebélyi József) (Tolna, 1776. augusztus 28. – Pest, 1850. november 19.) mérnök. 1800-ban szerezte oklevelét. Az Építési Igazgatóság zágrábi kerülete, később a pozsonyi kamarai kerület igazgató-mérnöke, majd Pozsony vármegye táblabírája volt.

## Munkája
Hydrotechnikai jegyzetek, és jelesen a folyóvizek és vidékjük földjének természetéről; kölcsönös hatásukból következő eredményekről, úgy a folyamoknak jobb karba helyeztetését tárgyazó elvekről; egy toldalékkal mindenféle szekérutak építését illető szabályokról. Mérnökök, tisztviselők számára népszerűen előadta. Pozsony, 1840.